# Hälsingland
Hälsingland és una província històrica de l'est de Suècia i és un ducat de la Casa Reial de Suècia. La província és muntanyosa i rocosa, inclinada cap a la costa del mar Bàltic. La part més alta és al nord. Les dues muntanyes més altes són una de 530 metres d'altitud al nord de la província, i una altra de 600 metres d'altitud al sud. El 85% de la superfície terrestre és plena de boscos. Hälsingland és plena de torrents i rius, com el Ljusnan. No hi ha terres gaire fèrtils, a causa de la zona plena d'estanys i roques volcàniques.
El golf de Bòtnia, conegut com "la Costa Alta", ha estat declarat per la UNESCO com a Patrimoni de la Humanitat.

## Economia
Hälsingland és industrial i es dedica principalment a la fusta.

## Història
En temps dels vikings, la província de Hälsingland començà a ser famosa, gràcies a l'antic poema anglès, Widsith, escrit entre els segles ix i x i el que menciona aquesta àrea. El 1070, Adam de Bremen fa referència d'aquest lloc.
Els Helsings, com els coneix als habitants d'aquesta província, parlen un dialecte suec molt antic i peculiar. Al segle xiii molts helsings emigraren de la província per traslladar-se al sud, cap a Finlandia.
En 1550 el rei Gustau I de Suècia (dinastia Vasa o Wasa) fundà poblacions en la província. El 1812 Hèlsinki (pels helsings que hi vivien) es convertí en la capital del país.
En 1721 les tropes russes arrasaren la província.

## Ducat de Hälsingland
Des de l'època dels Wasa (1772), diversos membres de la família reial sueca han unit el ducat al seu nom.
L'actual cap del ducat de Hälsingland, és la princesa Magdalena de Suècia, filla petita dels sobirans suecs.